# Mary, Mary (film)
Pour plus de détails, voir Fiche technique et Distribution.
Mary, Mary est un film américain réalisé par Mervyn LeRoy, sorti en 1963.

## Fiche technique
- Titre français : Mary, Mary
- Réalisation : Mervyn LeRoy
- Scénario : Richard L. Breen d'après la pièce de Jean Kerr
- Photographie : Harry Stradling Sr.
- Musique : Frank Perkins
- Société de production : Mervyn LeRoy Productions
- Société de distribution : Warner Bros.
- Pays de production :  États-Unis
- Format : Couleurs - 1,66:1 - Mono
- Genre : comédie romantique
- Durée : 126 minutes
- Dates de sortie : 
  - États-Unis : 24 octobre 1963 (New York)
  - Allemagne de l'Ouest : 24 avril 1964

## Distribution
- Debbie Reynolds : Mary McKellaway
- Barry Nelson : Bob McKellaway
- Diane McBain : Tiffany Richards
- Hiram Sherman : Oscar Nelson
- Michael Rennie : Dirk Winston
- Robert Ridgely : l'annonceur d'informations (voix)